# Élection présidentielle surinamaise de 2025
L'élection présidentielle surinamaise de 2025 a lieu le 6 juillet 2025 afin d'élire au scrutin indirect le président de la République du Suriname.
Ce scrutin a lieu quelques mois après les élections législatives de mai et l'alternance qui s'ensuit, avec la victoire du Parti national démocratique (NDP) sur le Parti de la réforme progressiste (VHP) du président sortant Chan Santokhi.
À la tête du NDP, Jennifer Geerlings-Simons est élue à la présidence en l'absence d'opposants, son parti ayant formé une coalition avec plusieurs partis réunissant une large majorité à l'assemblée.

## Contexte

### Alternance de 2020

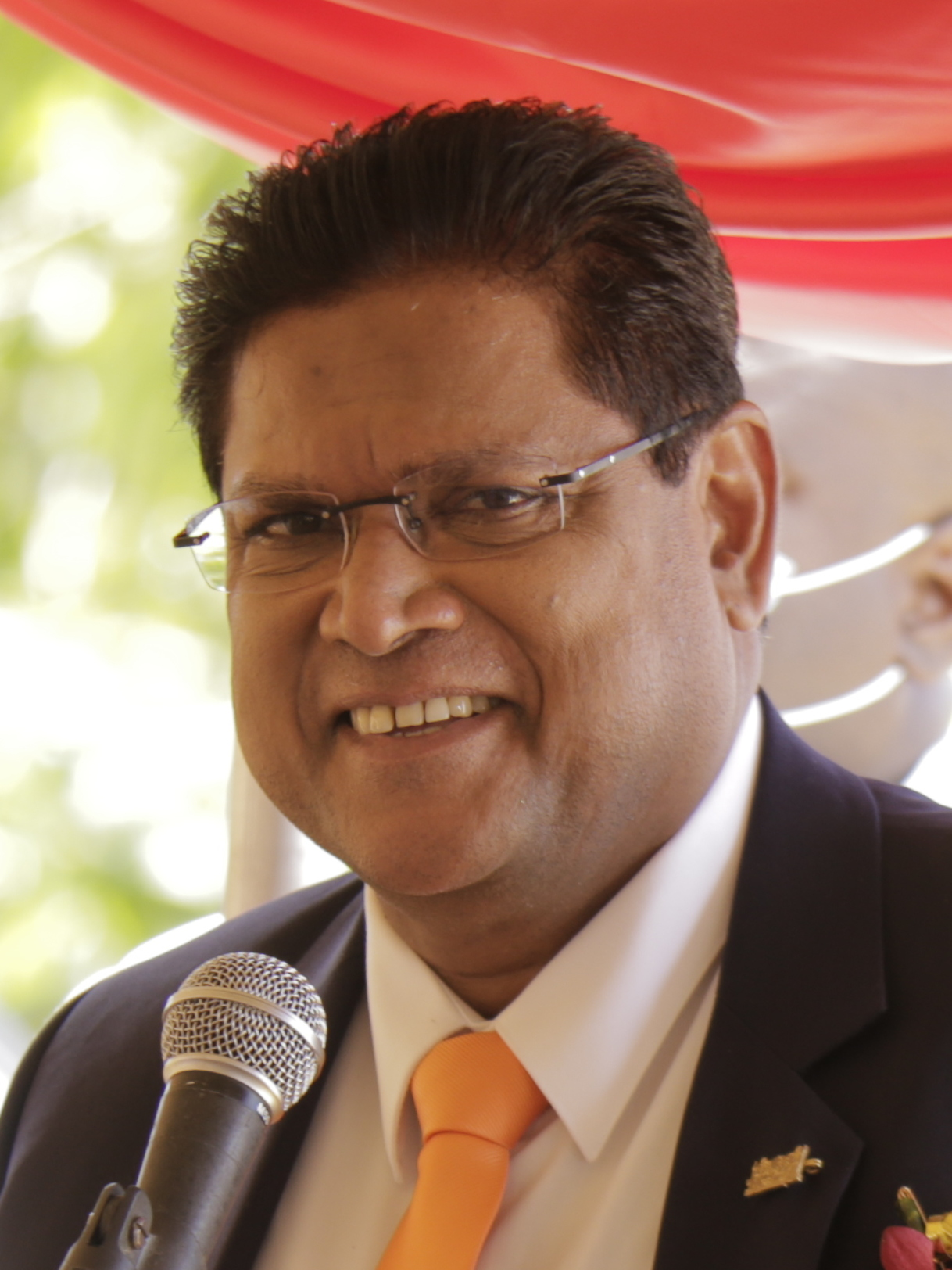
Chan Santokhi.

Le président sortant, Chan Santokhi, est élu le 13 juillet 2020 pour un mandat de cinq ans, fort de la victoire de sa formation, le Parti de la réforme progressiste (VHP), au législatives de mai 2020. le VHP arrive en effet en tête en obtenant son meilleur résultat électoral depuis 1973. Arrivé en deuxième place, le Parti national démocratique (NDP) subit quant à lui une importante défaite en perdant sa majorité absolue des sièges. La formation d'une coalition entre VHP, le Parti général de la libération et du développement (ABOP), le Parti national du Suriname (NPS) et le Pertjajah Luhur (PL) voit celle ci dominer l'assemblée au point que le NDP renoncer à présenter une candidature. L'élection de Chan Santokhi à la présidence et de Ronnie Brunswijk à la vice-présidence interviennent ainsi par acclamation, en l'absence d'autres candidatures,,.
L'élection de 2020 met ainsi fin à la présidence du dirigeant du NDP, Desi Bouterse. Président du Conseil national militaire en 1980 et 1982 à la suite d'un coup d'État, Bouterse est condamné par un tribunal militaire surinamais à 20 ans de prison pour les massacres de décembre 1982 au cours desquels sont assassinés 15 opposants politiques au fort Zeelandia,. Jusqu'alors protéger par son immunité présidentielle, il prend la fuite et meurt fin décembre 2024. Il est remplacé à la tête du NDP par Jennifer Geerlings-Simons,.

### Législatives de 2025

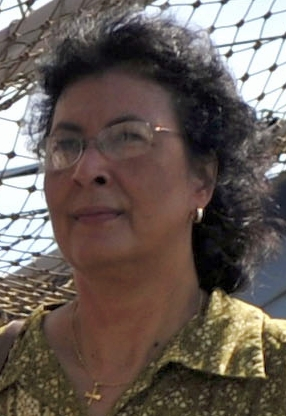
Jennifer Geerlings-Simons.

Les élections législatives organisées le 25 mai 2025 conduisent à la perte du pouvoir par le VHP. Ce dernier perd en effet la première place et plusieurs sièges au profit du NDP. Le VHP aurait ainsi souffert des nombreux scandales de corruption ainsi que de l'impopulaire politique d'austérité. Bien que la coalition sortante bénéficie toujours d'une majorité à l'assemblée, l'échec électoral du VHP à se maintenir en tête conduit ses alliés — qui reprochent au VHP une trop grande mainmise sur la politique du gouvernement — à se rapprocher du NPD, Jennifer Geerlings-Simons parvenant à réunir autour de son parti une large coalition réunissant l'ensemble des partis autre que le VHP ayant obtenus une représentation à l'assemblée. S'ajoutent ainsi Alternative 20 (A20) et Fraternité et unité en politique (BEP), totalisant 34 sièges sur 51. Avec une telle majorité, qui atteint tout juste celle des deux tiers du total des membres du parlement, la dirigeante se retrouve quasi assurée de remporter l'élection présidentielle de 2025.

## Mode de scrutin
Le Suriname fait partie des rares pays possédant un régime parlementaire doté d'un chef de l'exécutif fort à la fois chef de l'État et du gouvernement mais élu au scrutin indirect par le parlement pour un mandat concomitant au sien. À la suite de chaque élection législative, l'Assemblée nationale élit le président de la République à la majorité qualifiée des deux tiers. Les candidats doivent être âgés d'au moins trente ans, avoir la nationalité et avoir résidé au Suriname les six dernières années. Si aucun d'entre eux ne réunit le nombre requis de voix après deux tours de scrutin, l'Assemblée ainsi que les Conseils des 10 districts et des 63 municipalités du pays se réunissent en Assemblée populaire unie (Verenigde Volksvergadering) pour élire un candidat à la majorité relative,.

## Organisation
Le dépôt des candidatures intervient à partir du 29 juin. Malgré la coalition formée par le NDP, des tractations se poursuivent en coulisses, Santokhi mettant en avant le nombre de votes préférentiels obtenus directement sur son nom lors des législatives — 45 745, contre 41 510 à Geerlings-Simons — pour accentuer sa légitimité et provoquer des retournements d'alliance. Un changement d'un seul siège empêcherait ainsi la candidate du NDP d'être élue à la majorité qualifiée, provoquant la tenue d'une Assemblée populaire unie réunissant les 51 députés et 906 conseillers municipaux du pays,.
Les députés doivent élire un nouveau président avant le 16 juillet, le mandat du president sortant se terminant à cette date. Lors de la première réunion de l'assemblée le 30 juin, les députés élisent président de l’Assemblée nationale l’ancien vice-président Ashin Adhin, membre du NDP, par 34 voix pour. Bien que membre de l'ABOP, qui fait partie de la coalition au pouvoir, le vice-président sortant Ronnie Brunswijk accepte de ne pas se représenter, au profit du candidat du Parti national, Gregory Rusland, l'ABOP ayant en retour obtenu plusieurs ministères au sein du nouveau gouvernement.
Le 2 juillet, le VHP au pouvoir n'étant pas parvenu à former une coalition suffisante, le parti annonce sa décision de ne pas présenter de candidat à la présidence ni à la vice-présidence et choisit de rejoindre l'opposition. Le lendemain intervient la clôture des candidatures, ce qui assure la victoire de Geerlings-Simons et de son colistier Gregory Russia, désormais seuls candidats au scrutin,,.

## Résultats
En l'absence d'opposants, Jennifer Geerlings-Simons et Gregory Rusland sont élus à la présidence et à la vice-présidence de la République le 6 juillet par acclamation. Âgée de 71 ans, Jennifer Geerlings-Simons devient la première femme présidente du Suriname,. La cérémonie d'investiture intervient le 16 juillet. A cette occasion, la nouvelle présidente promet notamment d'investir les importants revenus pétroliers dans la jeunesse, l'indépendance alimentaire, l'éducation et la santé.
Son gouvernement doit ainsi gérer l'afflux de revenus de l’exploitation des champs pétrolifères offshore récemment découverts, avec une mise en exploitation prévue en 2028 pour une production de 220 000 barils par jours, contre environ 5 000 auparavant. Le Suriname devrait par conséquent bénéficier d'une nouvelle rente annuelle d'un montant considérable, dans un pays où 20 % de la population vit encore sous le seuil de pauvreté,.